# Charles Arentz
Charles Archer Arentz (ur. 8 listopada 1878 w Kabelvåg, zm. 25 września 1939 w Stavern) – norweski żeglarz, olimpijczyk, zdobywca złotego medalu w regatach na Letnich Igrzyskach Olimpijskich w 1920 roku w Antwerpii.
Na Letnich Igrzyskach Olimpijskich 1920 zdobył złoto w żeglarskiej klasie 10 metrów (formuła 1919). Załogę jachtu Mosk II tworzyli również Willy Gilbert, Robert Giertsen, Arne Sejersted, Halfdan Schjøtt, Trygve Schjøtt i Otto Falkenberg.